# Archivio nazionale (Svezia)

Stemma del Riksarkivet

L’Archivio nazionale (in svedese: Riksarkivet) è l'archivio di Stato svedese e ha sede a Stoccolma.

## Storia
L'Archivio fu fondato nel 1618 sotto il regno di Gustavo II Adolfo ad opera del suo cancelliere Axel Oxenstierna come organo autonomo della Cancelleria Regia.
Nel 1697, in seguito all'incendio del Castello Tre Kronor in cui era alloggiato insieme alla Biblioteca Reale, gran parte dell'Archivio fu distrutta, rendendo difficile la ricostruzione della precedente storia svedese. Particolarmente danneggiata fu la raccolta dei documenti medievali.

## Patrimonio
L'archivio conserva la corrispondenza e la documentazione relativa alla spedizione di Sven Hedin in Cina.

## Organizzazione

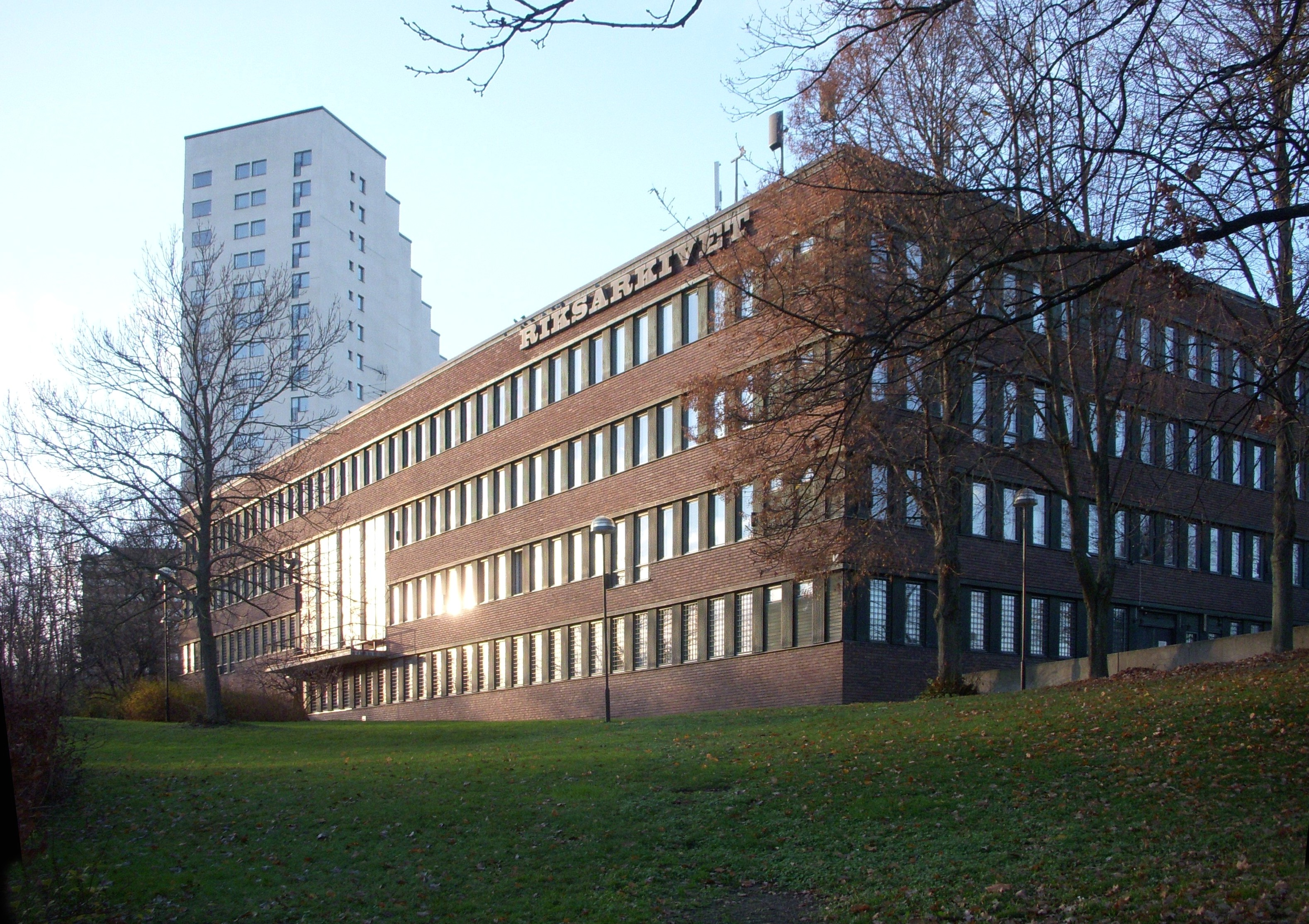
La sede dell'archivio

L'Archivio è l'archivio centrale svedese ed il suo direttore è chiamato Riksarkivarie ("archivista nazionale").
Dal 1963 gli Archivi del Palazzo Reale di Stoccolma costituiscono una sezione degli Archivi Nazionali.
Dal 1953 l'"Ufficio Araldico Nazionale" (Riksheraldikerämbetet) costituisce un'altra sezione dell'Archivio. Il direttore di tale sezione ha il titolo di "Araldo di Stato" (statsheraldiker).
L'"Archivio Militare" (Krigsarkivet) ha sede a Ramsele (in Ångermanland) e dipende anch'esso dall'Archivio Nazionale.
Dall'Archivio Nazionale dipendono infine gli archivi regionali di Uppsala, Vadstena, Visby, Lund, Göteborg, Härnösand e Östersund. Gli Archivi Civici di Stoccolma conservano anche i documenti della contea di Stoccolma, quelli di Karlstad e quelli della contea di Varmia.